# ABU TV ソング・フェスティバル2014
ABU TV ソング・フェスティバル2014 (ABU TV Song Festival 2014)は、アジア太平洋放送連合(ABU)加盟放送局によって開催される、アジア規模の音楽コンテスト。2012年に開始されたこのコンテストは、今回で3回目の開催となり、今年はABUの第51回総会(2014年10月22日から28日)の一環として行われた。
アジア・オセアニア地域から12の国と地域が参加。前回大会には参加していなかったマカオがホストとして、その他モルディブ、トルコが参加した一方、前回大会に参加したアフガニスタン、キルギス、イラン、マレーシア、シンガポール、スリランカは参加しなかった。

## 会場
開催都市の詳細については、マカオを参照。

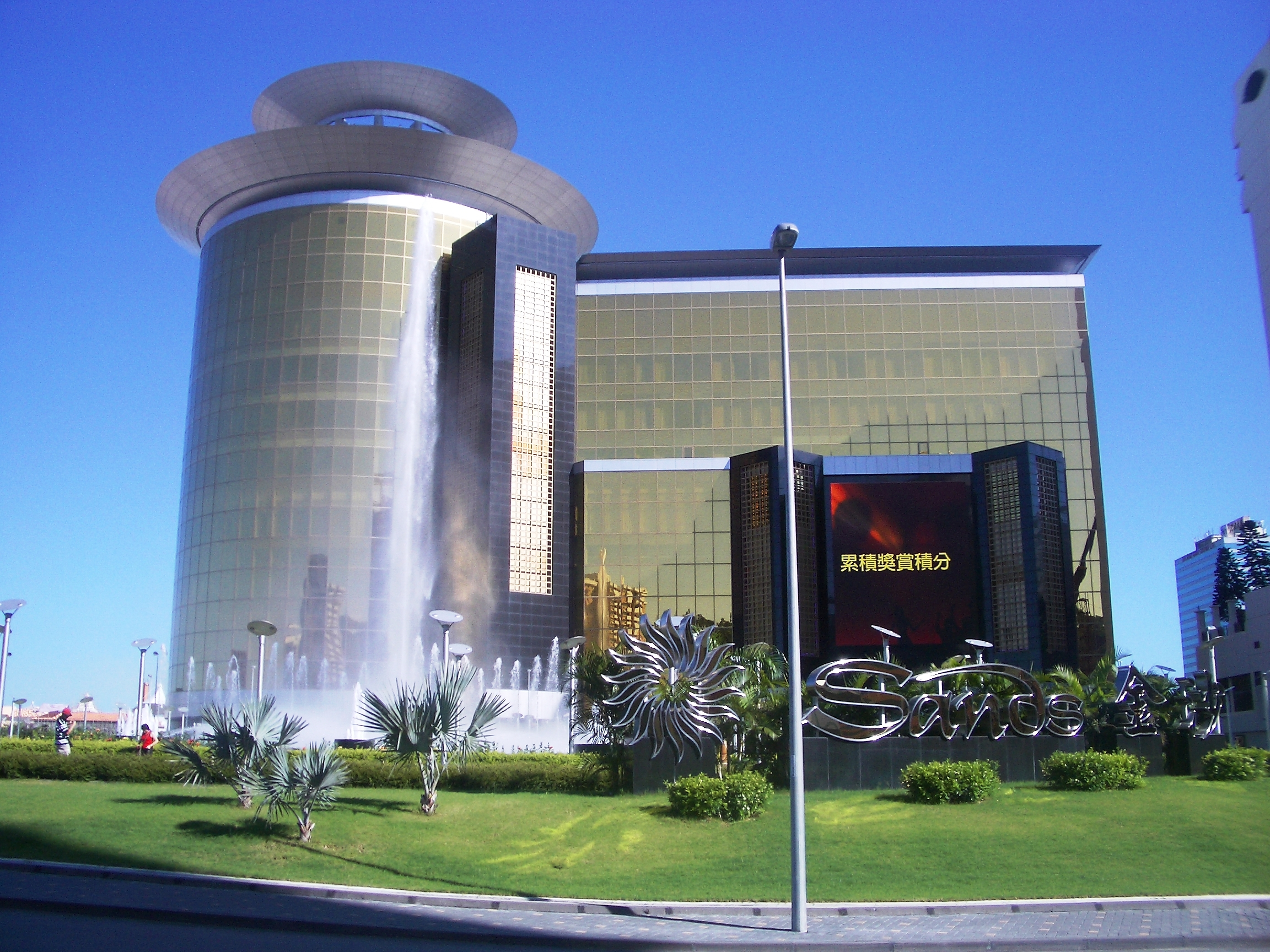
大会会場となったサンズ・マカオ

このコンテストは、2014年10月25日、中華人民共和国マカオ特別行政区にあるカジノ・リゾートサンズ・マカオで行われた。
マカオでの開催が決定した当初は、ザ・ベネチアン・マカオの施設「Venetian Theatre（収容能力1800人超）」が会場になる予定であったが、その後、Venetian Theatreよりも収容能力が低い（660席）サンズ・マカオの施設「Sands Theatre」へ会場が変更となった。

## 参加国
| 国名・地域名    | 言語           | アーティスト      | 曲                      |
| --------------- | -------------- | ----------------- | ----------------------- |
| マカオ (ホスト) | 英語           | Blademark         | Heartcore               |
| オーストラリア  | 英語           | ダミ・イム        | Living Dangerously      |
| ブルネイ        | マレー語       | Juan Madial       | Awg Madial              |
| インドネシア    | インドネシア語 | Tere Cia          | Dimana Hatimu           |
| 中国            | 中国語 英語    | 周筆暢            | I Miss U Missing Me     |
| 香港            | 広東語         | 鄭俊弘            | Xiongmao (熊貓)         |
| 日本            | 日本語 英語    | SEKAI NO OWARI    | Dragon Night            |
| 韓国            | 韓国語 英語    | Girl's Day        | Something (썸씽)        |
| モルディブ      | ディベヒ語     | Mooshan           | Rannamaari              |
| タイ            | 英語           | Jetrin Wattanasin | 7th Heaven              |
| トルコ          | トルコ語       | maNga             | Fazla Aşkı Olan Var Mı? |
| ベトナム        | ベトナム語     | Ngọc Anh          | Xuân vẫn sang diệu kì   |

## 放送局
- マカオ – マカオラジオテレビ (TDM)　ホスト放送局
- オーストラリア – スペシャル・ブロードキャスティング・サービス (SBS Two)
- ブルネイ – Radio Televisyen Brunei (RTB)
- 中国 – 中国中央電視台 (CCTV)
- 香港 – 無綫電視 (TVB)
- インドネシア – Televisi Republik Indonesia (TVRI)
- 日本 – 日本放送協会 (NHK)[5]
- モルディブ – Island Broadcasting Pvt Ltd (IBC)
- 韓国 – 韓国放送公社 (KBS)
- タイ – National Broadcasting Services of Thailand (NBT)
- トルコ – トルコ国営放送 (TRT)
- ベトナム – ベトナムテレビジョン (VTV)

### 参加を見送った国・地域
- マレーシア - 2013年大会に参加したマレーシア国営放送 (RTM)は、2014年6月に大会への不参加を発表した[3]。
- トルクメニスタン - 国営放送 (TTV)が、大会へ参加する可能性を示唆した[6]が、結局本大会には参加しなかった。
- アフガニスタン・イスラム共和国
- ニュージーランド[7]
- フィリピン
- キルギス
- イラン
- シンガポール
- スリランカ

## 関連
- ABU TV ソング・フェスティバル
- アジア太平洋放送連合(ABU) 大会主催団体
- ABU ラジオ・ソング・フェスティバル ABUが主催する歌謡祭のラジオ版。
- アジア・パシフィック・ソング・コンテスト ABUによるアジア規模の音楽祭を行う構想。後にABUソング・フェスティバルへ発展。
- ユーロビジョン・ソング・コンテスト ヨーロッパ規模の音楽コンテスト。ABU TV ソング・フェスティバルのモデルとなった番組。